# Dicranophora furcifera
Dicranophora furcifera är en tvåvingeart som först beskrevs av Christian Rudolph Wilhelm Wiedemann 1824.  Dicranophora furcifera ingår i släktet Dicranophora och familjen vapenflugor. Inga underarter finns listade i Catalogue of Life.